# Qantas-vlucht 32
Qantas vlucht 32 was een passagiersvlucht die op 4 november 2010 onderweg was van Luchthaven Londen Heathrow via Singapore, Internationale luchthaven Changi naar Sydney, Kingsford Smith International Airport. Na de tussenlanding in Singapore kreeg het toestel een motorstoring in een van de vier motoren maar het kon veilig landen in Singapore.
Zes minuten na het opstijgen vanaf Singapore kregen de piloten verschillende waarschuwingen dat er een motorprobleem met motor nummer 2 was. De piloot schakelde de motor uit, daarna hoorden de piloten een luide knal en kregen de melding dat de motor in brand stond. Met behulp van het blussysteem van de motoren konden de piloten de betreffende motor blussen en dankzij het handelen van de piloten kon het toestel terugkeren naar Singapore en daar een noodlanding maken. Het was het eerste incident met een Airbus A380.

## Vliegtuig
Het betrokken vliegtuig was een Airbus A380-842, met registratienummer VH-OQA. Het toestel was in dienst genomen vanaf 18 september 2008, als de eerste A380 van Qantas. Het vliegtuig vloog met vier Rolls-Royce Trent 900-motoren.
Na het motorprobleem werd het toestel volledig gerepareerd in Singapore, en in april 2012 vloog het terug naar Sydney. Qantas ging akkoord met de compensatie van Rolls Royce van 95 miljoen Australische dollars (circa 70 miljoen euro).
Het vliegtuig werd gerepareerd voor 139 miljoen Australische dollars. Het toestel kreeg vier nieuwe motoren, een nieuwe linkervleugel en een groot stuk nieuwe bedrading.

## Ongeval
Het ongeval gebeurde om 22.01 uur Singapore-standaardtijd (02:01 UTC). Op dat moment vloog het toestel boven het eiland Batam, Indonesië.
Het ongeval werd veroorzaakt door een gebroken stub pipe, die olie lekte in de motor en daar de explosie veroorzaakte. Door de explosie werden delen van het vliegtuig weggeblazen, die op huizen en auto's neerkwamen. Ook de vleugel van het toestel werd geraakt en lekte daardoor brandstof, en bovendien werd het hydraulische systeem geraakt, waardoor de flaps vertraagd werkten en motor nummer 1 niet meer te besturen was.
De piloten kregen het toestel onder controle en gingen in een "racetrack holding pattern" vliegen om zo de functies en status van het vliegtuig te kunnen controleren. Daarna maakten ze zich klaar om te gaan landen. Het landingsgestel was echter ook niet meer te besturen door het beschadigde hydraulische systeem. De piloten gebruikten daarom het "gravity drop emergency extension system" om het landingsgestel te 'laten vallen'. Om 11.45 uur landde het toestel veilig op Singapore Changi Airport, waarbij vier banden knapten doordat het toestel sneller vloog dan de normale landingssnelheid.
Na de landing was er nog een probleem: door het beschadigde hydraulische systeem was het niet mogelijk om motor nummer 1 uit te schakelen. Het was daarom te gevaarlijk om de passagiers te evacueren. Na drie uur lukte het de hulpdiensten motor nummer 1 met schuim uit te schakelen en kon iedereen veilig van boord.

## Piloten
De piloot van het toestel was kapitein Richard Champion de Crespigny, copiloot was Matt Hicks. In de cockpit waren tijdens de vlucht vijf piloten aanwezig: naast de vaste bemanning waren er ook twee checkpiloten aanwezig.

## Reacties
De luchtvaartmaatschappijen die ook de A380 gebruikten met dezelfde Rolls-Royce-motoren hielden hun toestellen aan de grond en controleerden de motoren grondig. Ook werden er motoren vervangen.
Tom Ballantyne, schrijver van een luchtvaarttijdschrift, noemde het incident met de Airbus het ernstigste ongeval met een A380 sinds de indiensttreding van de toestellen.